# Шрейнер, Оливия
Оливи Оливия Эмили Албертина Шрейнер (англ. Olive Schreiner, по мужу Краунрайт; 24 марта 1855 (по другим данным 1863) — 11 декабря 1920) — южноафриканская англоязычная писательница и общественная деятельница. Среди прочего, она проявляла интерес к социализму, феминизму, пацифизму и вегетарианству, высказывалась в защиту различных категорий южноафриканского населения: африканеров, чернокожих, индийцев и евреев.

## Биография
Оливия Шрейнер родилась в семье лютеранского пастора-немца, миссионера, отосланного в Капштадт Лондонским миссионерским обществом; родилась в этом же городе. Была сестрой Вильяма Филиппа Шрейнера, ставшего впоследствии премьер-министром Капской колонии.
Собрав к 1880 году достаточно денег для заморского путешествия, поселилась в Лондоне, где занялась изучением медицины. В 1883 году напечатала под псевдонимом Ральфо Айрон свой первый роман: «The story of an African farm», верно и тонко рисующий первобытно-патриархальную жизнь южноафриканских поселенцев, как англичан, так и (преимущественно) буров. Роман был первоначально представлен Джорджу Мередиту из Chapman & Hall, который высоко оценил его, но предложил ряд изменений, большинство из которых Шрейнер приняла. В то время в лондонском обществе ещё вовсе не было ненависти к бурам, и роман был принят с большим сочувствием; ни одно её произведение впоследствии не получило такой же известности.
Приехав в Лондон, познакомилась с Оскаром Уайльдом, Гербертом Спенсером, Райдером Хагардом, Киплингом, Бернардом Шоу. Попав в 1884 году с сексологом Хэвлоком Эллисом на собрание Прогрессивной организации, познакомилась со многими европейскими социалистами; в частности, была подругой Эдварда Карпентера и дочери Карла Маркса Элеоноры. Её социалистические идеи нашли наиболее последовательное отражение в книге «Женщина и труд». Работала над предисловием к труду одной из основоположниц феминизма Мэри Уолстонкрафт «В защиту прав женщин» В 1886 году отправилась в континентальную Европу, посетив Швейцарию, Францию и Италию.

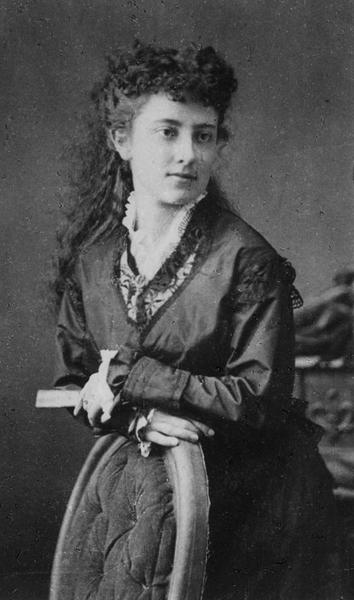
Оливия Шрейнер в молодости

К тому моменту Шрейнер бросила медицину, решив посвятить себя исключительно литературе, и вернулась в Капландию, где в 1890 или 1894 году вышла замуж за политика Краунрайта.
По слухам, у неё был роман с Сесилем Родсом, и она даже хотела женить его на себе. Вообще отношения знаменитой писательницы к «отцу Британской империи» было неодназначным. Сначала она называла его «Единственный великий человек, единственный гений, которого имеет Южная Африка». Потом Шрейнер разглядела расистский характер политики Родса, она говорила, что это было одним из тяжких разочарований в её жизни: «Он просто погибель для негров…». Но даже после этого Родс был в её глазах фигурой необычной: «Я поясню свой взгляд на Сесиля Родса следующей притчей: представьте себе, что он умер, и, конечно, черти явились, чтобы увлечь его в ад, которому он принадлежал по праву. Но оказалось, что он так велик, что не может пролезть ни в двери, ни в окна, и тогда пришлось поневоле взять его на небо».
Мелкие её рассказы, появлявшиеся в журналах, собраны в сборниках: «The dreams» (1891; 7 изданий, 1895) и «Dream life and real life» (1893). В 1897 году появился рассказ, особенно упрочивший её литературную славу, — «Trooper Peter Halket of Mashonaland», рассказывающий о нападениях на первых поселенцев в Родезии. И в английской, и во французской печати Шрейнер талантливо и убеждённо отстаивала дело свободы южноафриканских поселенцев и нападки на хищническую политику Сесиля Родса и Чемберлена. Сюда относятся её труды: «The political situation» (1896); «An English South-African’s view of the situation» (1899) и «La psychologie et la formation des boers africains» в «Revue des Revues» (1900, сентябрь). Умерла в Кейптауне в 1920 году.
Была широко известна в России: переводили её и в «Живописном обозрении стран света», «Новом веке», «Мире божьем», «Русском богатстве», «Северном сиянии», «Вестнике иностранной литературы». Выходили её книги и в издании «для интеллигентных читателей», и в массовой серии «Книжка за книжкой». Выходили и до революции, и после, в 20-х годах. Максим Горький ещё в 1899 году напечатал статью об Оливии Шрейнер в газете «Нижегородский листок», ознакомившись с вышедшей в 1899 году в издательстве «С. Дороватовского и А. Чарушникова» её книгой «Грёзы и сновидения», переизданной ими в 1904 году. Этим же издательством в 1912 году была издана её книга «Женщина и труд». Сама писательница интересовалась русской культурой и событиями в России: ценила И. С. Тургенева, откликалась на Кровавое Воскресение, Октябрьскую революцию: «Более великого гения, чем Ленин, не появилось за последние столетие, если не считать Карла Маркса».
Её произведения цитируют и ссылаются на них Марк Твен и Герберт Уэллс. Эпиграф из Оливии Шрейнер взяла к своей повести «Марта Квест» нобелевский лауреат Дорис Лессинг. Мотивы «Африканской фермы» использовали Дж. М. Кутзее в романе «В сердце страны» и Надин Гордимер в «Хранителе».

## Высказывания
- «Я уверена, что попытка строить нашу национальную жизнь на различиях по расе или цвету кожи, как таковых, окажется для нас гибельной»;
- «Проблема XX столетия не будет повторением проблемы XIX века или ещё более ранних времен. Рушатся стены, отделявшие континенты друг от друга; повсюду европейцы, азиаты и африканцы будут перемешиваться. XXI столетие увидит мир очень отличным от того, каким он предстает на заре XX. И проблема, которую предстоит решать нынешнему столетию, заключается в том, чтобы достичь взаимодействия различных человеческих общностей на более широких и благотворных основах, которые обеспечили бы развитие всего человечества в соответствии с современными идеалами и с современными социальными требованиями»;
- «Мне всё опротивело, даже будущее, хоть оно ещё и не наступило».